# Bugge Wesseltoft
Jens Christian Bugge Wesseltoft (1 februari 1964, Porsgrunn) is een Noorse jazzmuzikant, pianist, componist en producer. Hij brengt zijn werk uit onder zijn eigen label, Jazzland Records. Na te zijn begonnen als een traditionele Noorse jazzpianist onder het ECM-label, ontwikkelde hij zich in de jaren negentig tot een muzikant in nu jazz. Hij heeft onder meer samengewerkt met Jan Garbarek. In 1996 mocht hij de Spellemannprisen in ontvangst nemen voor zijn album New Conception of Jazz; in 1998 en 2002 kreeg hij deze opnieuw voor zijn werk met Sidsel Endresen, Duplex Ride en Out Here, In There.
Zijn compositie "Existence" is te horen in Philippe Harels film Extension du domaine de la lutte, een bewerking van een roman van Michel Houellebecq uit 1994. Daarnaast wordt een fragment ervan gebruikt voor de leader van het Nederlandse VPRO-programma Zomergasten.

## Discografie

### New Conception of Jazz
- 1997: New Conception of Jazz
- 1998: New Conception of Jazz: Sharing
- 2001: New Conception of Jazz: Moving
- 2003: New Conception of Jazz Live
- 2004: New Conception of Jazz: Film Ing

### Sidsel Endresen & Bugge Wesseltoft (duo)
- 1994: Nightsong
- 1998: Duplex Ride
- 2002: Out Here, in There

### Bugge Wesseltoft (solo)
- 1997: It's Snowing on My Piano
- 2007: Im
- 2009: Playing
- 2011: Songs
- 2014: Ok World
- 2017: Everybody Loves Angels

### Met anderen
- 1990: Sagn met Arild Andersen
- 1990: I Took Up the Runes met Jan Garbarek
- 1991: Live at Rockefeller met Jazzpunkensemblet
- 1993: Exile met Sidsel Endresen
- 1993: Tid met Tore Brunborg
- 1996: Nordic met Billy Cobham
- 1997: Thirteen Rounds met Jazzpunkensemblet
- 1997: Bitt met Audun Kleive
- 1998: Rites met Jan Garbarek
- 1999: Friday Sessions - Jazzland Sessions
- 1999: Saturday Sessions - Jazzland Sessions
- 1999: Sunday Sessions - Jazzland Sessions
- 1999: Billy Cobham presents Nordic - Off Color met Billy Cobham
- 2005: Cool Side of the Pillow met Michy Mano
- 2005: The Cloud Making Machine met Laurent Garnier
- 2007: Public Outburst met Laurent Garnier
- 2011: Duo met Henrik Schwarz
- 2012: Last Spring met Henning Kraggerud

### Gastoptredens
- 2001: Dreams That Went Astray met Jon Eberson Group
- 2001: Home met Beady Belle
- 2001: RevisitÈ met Erik Truffaz
- 2003: Cewbeagappic met Beady Belle
- 2005: Closer met Beady Belle
- 2006: "Beauty Came To Us In Stone" met Mungolian Jet Set

### Ook verschenen
Met Lars Danielsson & Nils Petter Molvaer
Met Jan Garbarek
- Rites (ECM, 1998)

Met Terje Rypdal
- Vossabrygg (ECM, 2003)

 Met Lars Danielsson & Nils Petter Molvaer
- Beginner's Guide to Scandinavia (3CD, Nascente 2011)

### Filmsoundtracks
- Lønsj (2008)